# Volodymyr Boikostadion
Het Volodymyr Boikostadion is een multifunctioneel stadion in Marioepol, een stad in Oekraïne. Het stadion heette tot 2001 Stadion Novator en tussen 2001 en 2018 het Illichivetsstadion.
Het stadion wordt vooral gebruikt voor voetbalwedstrijden, de voetbalclub FK Marioepol maakt gebruik van dit stadion. Ook het nationale vrouwenteam van Oekraïne speelt hier regelmatig interlands. Het stadion werd ook gebruikt voor het Europees kampioenschap voetbal mannen onder 19 van 2009. Er werden drie groepswedstrijden gespeeld en een halve finale.
In het stadion is plaats voor 12.680 toeschouwers. Het stadion werd geopend in 1956 en gerenoveerd in 2001.